# Sean Durkin
Pour les articles homonymes, voir Durkin.
Sean Durkin, né le 9 décembre 1981 au Canada, est un réalisateur et scénariste américain.

## Biographie
Son premier long métrage Martha Marcy May Marlene a remporté le Prix de la mise en scène au Festival du film de Sundance 2011. L'année précédente, il a également remporté le Prix Illy du court métrage de la Quinzaine des réalisateurs au Festival de Cannes 2010, pour son court métrage Mary Last Seen, qui aborde le même thème que Martha. En 2013, il réalise les 4 épisodes de la mini-série britannique Southcliffe, diffusée sur Channel 4.
En 2020, sort son deuxième long-métrage, un thriller psychologique intitulé The Nest avec Jude Law et Carrie Coon dans les rôles principaux. Le film est présenté hors compétition à Sundance la même année et remporte de nombreux prix lors du Festival de Deauville notamment le Grand Prix.
En 2022, Sean Durkin démarre la pré-production de son troisième long-métrage, un film biographique sur la célèbre famille de catcheurs Von Erich intitulé, Iron Claw, avec notamment Zac Efron au casting.

## Filmographie
- 2006 : Doris (court métrage)
- 2010 : Mary Last Seen (court métrage) (également scénariste et monteur)
- 2011 : Martha Marcy May Marlene (également scénariste)
- 2013 : Southcliffe (mini-série)
- 2019 : The Nest (également scénariste)
- 2023 : Iron Claw (The Iron Claw) (également scénariste)